# Sorin Biomedica
 (février 2017).
SORIN Group S.p.A. est une société italienne spécialisée dans le génie biomédical, en particulier dans la production de dispositifs cardiaques pour le traitement des maladies cardiovasculaires, les oxygénateurs, les appareils pour la chirurgie cardio-vasculaiere ainsi que les dispositifs de circulation sanguine extracorporelle et pour le traitement des maladies rénales.
Le groupe SORIN SpA, dont le siège social est situé à Milan, 17 Via Benigno Crespi. SORIN SpA dispose de 6 centres de recherches et unités de fabrication en Europe et en Amérique du Nord. Outre en Italie, le groupe est implanté au Canada, France, Allemagne et États-Unis.
Au début de l'année 1980, FIAT Group S.p.A. prend le contrôle du groupe SNIA BPD SpA  et, en 1986 lui apporte la société SORIN Biomedica SpA, créant un domaine d'activité de première importance, les technologies médicales, domaine qui complète les secteurs traditionnels de SNIA BPD SpA, la chimie et les fibres textiles.
En 1992, le groupe SNIA BPD SpA rachète la division cardiovasculaire de l'américain Pfizer, afin de renforcer la position de leader incontesté de SORIN Biomedica SpA sur le marché européen et co-leader mondial. En 1998, le groupe FIAT lance une OPV et cède sa filiale SNIA BPD SpA qui est renommée SNIA SpA en janvier 1999. Parmi les nouveaux actionnaires de SNIA SpA, on trouve Interbanca (en) via sa filiale BIOS SpA, qui détient 29,9 % du capital de SNIA SpA.
En 2001, le groupe SNIA SpA rachète au français Sanofi-Synthélabo sa filiale Ela Medical SA, spécialisée dans les stimulateurs et les défibrillateurs cardiaques, deuxième fabricant européen de stimulateurs cardiaques. Le groupe italien SNIA BPD renforce ainsi ses activités dans ce domaine où il était déjà présent grâce à sa filiale SORIN Biomedica Cardio. Avec ce rachat, SORIN Biomedica Cardio devient leader européen avec 16 % du marché et leader mondial de la chirurgie cardiaque, de l'angioplastie coronarienne et des valvules cardiaques artificielles, dont il est le seul fabricant en Europe.
En avril 2002, le groupe SORIN SpA rachète la société française Soldudia SA et, en janvier 2003, le groupe américain Carbomedics.
Au 1er janvier 2004, après la scission du groupe SNIA S.p.A., l'actionnaire de référence du groupe SORIN SpA était la holding BIOS S.p.A. filiale d'Interbanca, avec 58,578 % du capital. Le chiffre d'affaires était de 672 millions d'euros.
En mai 2015, lors de la fusion de SORIN Biomedica avec Cyberonics, les actionnaires majoritaires de SORIN Group SpA étaient BIOS S.p.A (18,86 %), Equinox 2 CA (6,57 %), Paulson Jhon (5,12 %) et RWC Asset Management LLP (5,01 %). La société issue de la fusion a été baptisée LivaNova (en).

## Historique
SORIN est l'acronyme de SOcietà Ricerche Impianti Nucleari (Société pour la recherche sur les réacteurs nucléaires). L'entreprise a été fondée en 1956 par FIAT et Montecatini, deux des plus importants groupes industriels italiens de l'époque, pour s'attaquer aux problèmes inhérents à la production d'énergie nucléaire. Ils inaugurent, le 28 novembre 1959, le premier réacteur nucléaire privé italien "Avogadro R.S.1" de 5 MW, construit sur la commune de Saluggia, dans la province de Vercelli, à 30 km au nord-est de Turin,.
(NDR : Le premier réacteur nucléaire italien, construit en 1952 par l'ENEL, est adossé au "Comitato Nazionale per le Ricerche Nucleari" - CNRN, implanté sur la commune d'Ispra qui abrite également l'Institut pour la protection et la sécurité des citoyens, un des premiers centres de recherche EURATOM).
La société est cotée à la Borsa Italiana de Milan depuis le 5 janvier 2004, après sa sortie du groupe textile-chimique SNIA. Elle emploie de 4 800 de haut niveau et son chiffre d'affaires dépasse 700 millions d'euros.
En février 2015, Cyberonics et SORIN fusionnent pour créer la société LivaNova spécialisée dans la chirurgie cardiaque et la neurochirurgie. Le siège social est situé au Royaume-Uni et le chiffre d'affaires cumulé est de 2,7 milliards de dollars. Le groupe est contrôlé à 54 % par les actionnaires de Cyberonics.

## Composition du groupe SORIN S.p.A. avant la fusion
- Sorin Group Italia S.p.A. (ex Dideco S.p.A), de Mirandola, conçoit et fabrique des concentrateurs d'oxygène et des systèmes de circulation extracorporelles de sang dans les opérations à cœur ouvert,
- Cobe Cardiovascular, de Denver, fabrique des concentrateurs d'oxygène pour les opérations chirurgicales et des machines cœur-poumons,
- Sorin Group Deutschland GmbH, fabrique des machines cœur/poumons pour la circulation extracorporelle. Entreprise créée en 1922 à Munich,
- CarboMedics Inc., d'Austin et Vancouver, fabrique des valves cardiaques artificielles mécaniques et biologiques mais aussi des produits pour la réparation des valves cardiaques naturelles.,
- Sorin Biomedica Cardio S.p.A., fabrique des valves cardiaques et des stent coronariens, possède les brevets de technologies particulières exclusives comme le Carbofilm.,
- Ela Medical S.A.S., de Paris, fabrique des pacemakers et des défibrillateurs, société rachetée par SORIN SpA en avril 2001,
- Sorin Biomedica CRM S.r.l., fabrique des pacemakers, des électrodes et des programmateurs,
- Soludia S.A.S., société toulousaine rachetée par SORIN SpA en avril 2002, fabrique des solutés pour dialyse en poudre et liquide.

La liste complète des filiales et des sociétés appartenant au groupe SORIN SpA au 30 septembre 2003 est consultable : (it) « § 13.4 - Società del gruppo SORIN SpA al 30 settembre 2003 », p. 223 à 227

## Spécialités

### Département cardiopulmonaire et transfusions
SORIN S.p.A. fabrique et commercialise une large gamme de produits et matériels bio-médicaux pour la circulation extracorporelle durant les interventions chirurgicales. Pour les transfusions sanguines, SORIN SpA produit des équipements fixes et autres matériels mono-usage pour la récupération du sang intra et post-opératoire. Le groupe SORIN S.p.A. commercialise ses produits, en fonction du pays, sous les marques Dideco, Sorin, Stoeckert et Cobe.
La production des concentrateurs d'oxygène, de leurs accessoires et des systèmes d'autotransfusion est réalisée en Italie, sur le site de Mirandola et aux États-Unis sur le site de Denver. Les équipements cœur-poumon sont fabriqués en Allemagne sur le site de Munich. Dans ce segment, le groupe SORIN est le leader mondial.

### Département valves cardiaques
SORIN S.p.A. fabrique et commercialise des valvules cardiaques artificielles, mécaniques et biologiques, destinées au remplacement des valves naturelles détériorées. Le groupe SORIN S.p.A. commercialise ses produits sous les marques Sorin et Carbomedics. Toute la production est réalisée en Italie sur le site de Saluggia.
La société Carbomedics Inc. a été rachetée en 2003. Elle fabrique les valvules mécaniques sur le site d'Austin au Texas et les valvules biologiques à Vancouver au Canada. Dans le secteur des valvules mécaniques, SORIN S.p.A. est leader en Europe avec plus de 50 % du marché, dans le secteur des valvules biologiques, il est co-leader avec 40 % du marché mondial.

### Département angioplastie
SORIN S.p.A. fabrique et commercialise des cathéters et des stents pour l'intervention sur les artères coronaires et périphériques. La production est réalisée sur le site de Saluggia, en Italie.

### Département traitement du rythme cardiaque
SORIN S.p.A. fabrique des pacemakers à chambre simple et double, des électrodes, des programmateurs et défibrillateurs à chambre simple et double. Les pacemakers sont produits en Italie et commercialisés sous la marque Sorin et détient 15 % du marché, les défibrillateurs sont fabriqués en France et commercialisés sous la marque Ela Medical qui couvre 3 à 4 % du marché européen.

### Département traitement des maladies rénales
SORIN S.p.A. fabrique et commercialise tous les équipements nécessaires pour les dialyses. ces équipements médicaux sont produits sur le site italien de Mirandola, les filtres à Saluggia, les équipements hématiques à Villacidro et les concentrés en France, à Toulouse. Les produits sont commercialisés sous les marques Sorin et Soludia S.A., société française rachetée en avril 2002 et détient 7 % du marché européen.